# Meeker (Oklahoma)
Meeker és un poble dels Estats Units a l'estat d'Oklahoma. Segons el cens del 2000 tenia 978 habitants.

## Demografia
Segons el cens del 2000, Meeker tenia 978 habitants, 409 habitatges, i 269 famílies. La densitat de població era de 119,5 habitants per km².
Dels 409 habitatges en un 35,2% hi vivien nens de menys de 18 anys, en un 48,7% hi vivien parelles casades, en un 14,4% dones solteres, i en un 34% no eren unitats familiars. En el 30,8% dels habitatges hi vivien persones soles el 15,2% de les quals corresponia a persones de 65 anys o més que vivien soles. El nombre mitjà de persones vivint en cada habitatge era de 2,39 i el nombre mitjà de persones que vivien en cada família era de 3,02.
Per edats la població es repartia de la següent manera: un 30% tenia menys de 18 anys, un 7,9% entre 18 i 24, un 25,7% entre 25 i 44, un 21,6% de 45 a 60 i un 14,9% 65 anys o més.
L'edat mediana era de 36 anys. Per cada 100 dones de 18 o més anys hi havia 77,9 homes.
La renda mediana per habitatge era de 25.313 $ i la renda mediana per família de 34.659 $. Els homes tenien una renda mediana de 31.146 $ mentre que les dones 21.500 $. La renda per capita de la població era de 13.344 $. Entorn del 16,1% de les famílies i el 19,1% de la població estaven per davall del llindar de pobresa.

## Poblacions més properes
El següent diagrama mostra les poblacions més properes.